# Očová
Očová (in ungherese Nagyócsa) è un comune della Slovacchia facente parte del distretto di Zvolen, nella regione di Banská Bystrica.